# Comté de Smith (Tennessee)
Pour les articles homonymes, voir Comté de Smith et Smith.
Le comté de Smith est un comté de l'État du Tennessee, aux États-Unis.